# Trond Sollied
Trond Sollied, né le 29 avril 1959 à Mo i Rana, est un footballeur international norvégien. Il est reconverti en entraîneur.

## Carrière
Il commence sa carrière à Mo IL. Il joue ensuite six saisons pour Rosenborg BK, le plus grand club norvégien. En 1993, il met un terme à sa carrière de joueur après une année comme joueur-entraîneur au FK Bodø/Glimt. Il a été 15 fois international norvégien et il a marqué un but. 
En 1999, il quitte la Norvège pour venir en Belgique. Il remporte de nombreux titres avec le FC Bruges qu'il entraîne pendant cinq saisons. Il rejoint alors la Grèce et l'Olympiakos Le Pirée. Dès son arrivée, il remporte le titre et la coupe mais la saison suivante, une élimination précoce en coupe d'Europe lui coûte sa place malgré un nouveau bon départ en championnat. Il est licencié le 28 décembre 2006.

## Clubs comme joueur
- 1976-1981 : Mo IL  Norvège
- 1982-1984 : Vålerenga IF  Norvège
- 1985-1991 : Rosenborg BK  Norvège
- 1992-1993 : FK Bodø/Glimt  Norvège

## Clubs comme entraîneur
- 1992-1996 : FK Bodø/Glimt  Norvège
- 1996-1998 : Rosenborg BK  Norvège
- 1999-2000 : La Gantoise  Belgique
- 2000-2005 : FC Bruges  Belgique
- 2005-2006 : Olympiakos  Grèce
- 2007-2008 : La Gantoise  Belgique
- 2008-2009 : SC Heerenveen  Pays-Bas
- juil. 2010 - août 2010  : Al Ahli SC (Djeddah)  Arabie saoudite
- jan. 2011 - 2011 : Lierse  Belgique
- 2011 - oct. 2012: La Gantoise  Belgique
- 2013-2014: Sanica Boru Elazığspor  Turquie
- Oct. 2018 - ?: KSC Lokeren  Belgique

## Palmarès comme joueur
- 2 fois champion de Norvège avec Vålerenga IF : 1983 et 1984
- 3 fois champion de Norvège avec Rosenborg BK : 1985, 1988 et 1990
- 2 fois vainqueur de la coupe de Norvège avec Rosenborg BK : 1988 et 1990
- 1 sélection

## Palmarès comme entraîneur
- 1 fois vainqueur de la coupe de Norvège avec FK Bodø/Glimt : 1996
- 2 fois champion de Norvège avec Rosenborg BK : 1997 et 1998
- 2 fois champion de Belgique avec le FC Bruges : 2003 et 2005
- 2 fois vainqueur de la coupe de Belgique avec le FC Bruges : 2002 et 2004
- 1 fois champion de Grèce avec l'Olympiakos Le Pirée : 2006
- 1 fois vainqueur de la coupe de Grèce avec l'Olympiakos Le Pirée : 2006
- 1 fois vainqueur de la coupe des Pays-Bas avec SC Heerenveen : 2009

Entraîneur de l'année en 2003 et en 2005 avec le FC Bruges.